# Râul Gesele
Râul Gesele este un curs de apă, afluent al râului Mureș. 

## Hărți
- Harta județului Mureș
- Harta munții Căliman  Arhivat în 11 octombrie 2008, la Wayback Machine.